# Георгиевский батальон охраны Ставки (Российская империя)
Георгиевский батальон для охраны Ставки Верховного Главнокомандующего, Георгиевский батальон [до 8 (21) июня 1916 года — Отдельный батальон для охраны Ставки Верховного Главнокомандующего] — отдельный батальон русской армии, находившийся в подчинении Ставки Верховного главнокомандующего. Его задача заключалась в охране Ставки, которая располагалась в городе Могилёве.

## История
15 (28) октября 1915 года император Николай II утвердил штат Отдельного батальона для охраны Ставки Верховного главнокомандующего. Согласно ему батальон должен был состоять из четырёх рот и иметь в своём составе 15 офицеров, 4 военных чиновников и 1029 нижних чинов.
Батальон сформирован 1 (14) февраля 1916 года, тогда же нижним чинам батальона были присвоены красные погоны с шифровкой «Ст. В. Г.» (Ставка Верховного Главнокомандующего). Офицеры батальона тоже получили подобную шифровку на свои офицерские погоны.
8 (21) июня 1916 года приказом начальника Штаба Верховного главнокомандующего № 763 переименован в Георгиевский батальон. С этого времени он стал укомплектовываться исключительно Георгиевскими кавалерами — офицерами и нижними чинами, награждёнными соответственно орденами Святого Георгия, Георгиевскими крестами и медалями.
Приказом по военному ведомству от 22 июля (4 августа) 1916 года № 390 для батальона ввели особое обмундирование — полевую форму с отличиями георгиевских цветов: у офицеров — оранжевая выпушка на клапанах нагрудных карманов, на обшлагах походных мундиров и на шароварах; у нижних чинов — оранжевая выпушка на обшлагах гимнастёрок и на шароварах, а также оранжевая тесьма по борту гимнастёрки на груди. Кроме этого, чины Георгиевского батальона получили такие знаки различия, как: особые кокарды на фуражках и папахах (у офицеров и подпрапорщиков — с изображением белого эмалевого знака ордена Святого Георгия, у нижних чинов — серебряного Георгиевского креста), погоны (у офицеров из золотого галуна с чёрными просветами, с оранжевыми полосками по краям просветов, и боковыми оранжевыми просветами с чёрной выпушкой; у подпрапорщиков — оранжевые погоны с золотым продольным галуном посередине и с чёрными выпушками по краям; у нижних чинов — оранжевые погоны с чёрными продольными полосками по краям и центру), петлицы (на воротники шинелей офицерам и нижним чинам батальона были присвоены оранжевые клапаны с чёрной выпушкой). Георгиевскому батальону полагалось также иметь бело-оранжево-чёрный батальонный линейный значок с изображением белого Георгиевского креста в центре.
В феврале 1917 года Георгиевский батальон был отправлен в распоряжение генерала Н. И. Иванова для пресечения беспорядков в Петрограде, однако застрял на станции Вырица и позже вернулся обратно в Могилёв.
После Февральской революции, 4 (17) марта 1917 года переименован в Отдельный батальон обороны Ставки Верховного Главнокомандующего. Однако фактически батальон продолжали именовать Георгиевским (в том числе и в приказах Верховного главнокомандующего — к примеру, так он обозначен в приказах Верховного главнокомандующего от 30 июня 1917 года № 544 и от 1 августа 1917 года № 740).
Осенью 1917 года солдаты и офицеры батальона охраняли «быховских узников» (участников выступления генерала Корнилова).

## Командиры батальона
Лящик Северин Иванович, полковник — 15.11.1915 — 13.04.1916;
Пожарский Иосиф Фомич, генерал-майор — 16.05.1916 — 26.02.1917;
Тимановский Николай Стефанович, полковник — 31.03.1917 (фактически с февраля 1917 года) — ноябрь 1917 года.